# Alessandro Tondo
Alessandro Tondo (Lecce, 18 agosto 1991) è un pallavolista italiano, centrale dell'Atlantide Brescia.

## Carriera

### Club
La carriera di Alessandro Tondo inizia nella stagione 2011-12 quando esordisce in Serie A2, giocando come centrale, nel Tricolore, club a cui resta legato per cinque annate e con cui disputa anche una stagione, quella 2013-14, in Serie B1, a seguito della rinuncia della squadra a partecipare al campionato cadetto, ma conquistando prontamente la promozione in Serie A2. 
Nella stagione 2016-17 viene ingaggiato dalla Powervolley Milano, in Superlega: all'inizio dell'annata 2017-18, confermato nella squadra milanese, cambia il proprio ruolo in quello di opposto.
A metà annata 2018-19 viene ceduto alla You Energy, in Serie A2, con cui conquista sia la Coppa Italia di categoria che la promozione in massima serie, che disputa a partire dalla stagione successiva con lo stesso club, tornando al ruolo di centrale. Per il campionato 2022-23 approda alla Callipo, nuovamente in serie cadetta, conquistando per la seconda volta la Coppa Italia di Serie A2 e, per la prima volta, la Supercoppa italiana di categoria, oltre alla promozione in Superlega, che disputa nell'annata 2023-24 firmando per la Saturnia Acicastello.
Per il campionato 2024-25 fa ritorno nella serie cadetta, per difendere i colori dell'Atlantide Brescia, con cui conquista la terza Coppa Italia di Serie A2.

### Nazionale
Nel 2015 ottiene le prime convocazioni nella nazionale italiana.

## Palmarès

### Club
- Coppa Italia di Serie A2: 3

2018-19, 2022-23, 2024-25
- Supercoppa italiana di Serie A2: 1

2023